# De Verborum Significatione
De Verborum Significatione, també conegut com a De Verborum Signficatu, El Lexicó de Fest, o amb el nom sencer De Verborum Significatione Libri XX (en català, "Vint Llibres sobre el Significat de les Paraules") és un epítom de les obres de Verri Flac compilat, editat i anotat per Sext Pompeu Fest. Sovint s'ha datat l'epítom de Fest del segle ii, però l'obra només sobreviu a través d'un manuscrit parcial del segle xi i en còpies del seu propi epítom separat.

## Context
Verri Flac (c. 55 BCE – c. 20 CE) fou un destacat gramàtic romà conegut per les seves escriptures sobre el llatí i per ser tutor dels nets d'August durant el seu regnat. És conegut també per De verborum significatu, el nom que Fest va adoptar més endavant pel seu epítom, el primer gran diccionari alfabètic en llatí. El lexicó, de 40 volums, és considerat una de les obres més importants de l'antiguitat clàssica, malgrat que només han sobreviscut pocs fragments de l'original, potser en part a causa de la mida poc pràctica.
Sext Pompeu Fest, també gramàtic, va viure probablement a finals del segle ii, i es creu que va arribar de Narbo a Gàl·lia, malgrat que es coneixen pocs detalls de la seva vida. Fest va escriure el seu epítom de les obres de Flac en una època de la història de l'Imperi Romà quan es prioritzava la defensa abans que l'expansió. Els erudits s'esforçaven per registrar la seva història i cultura com a mètode de preservació. Malgrat que es menciona un altre llibre de Fest a De Verborum Significatione, cap altra obra seva ha sobreviscut.
Originalment, l'obra de Fest contenia 20 volums. L'única còpia que ha sobreviscut és el Codex Farnesianus, una còpia del segle xi en males condicions que no té la primera meitat de les entrades i amb altres parts cremades. Bona part del que se sap prové d'un resum de l'original sencer, escrit el segle viii per Pau el Diaca com a contribució per la biblioteca de Carlemany. Així com Fest va reduir l'obra de Flac de 40 a 20 volums, Pau també la va reduir a la meitat, eliminant entrades que considerava innecessàries o redundants, modificant parts del text que trobava poc clares i traient detalls com citacions.

## Contingut
Les entrades a l'epítom de Fest estan organitzades semi-alfabèticament, agrupades segons la primera lletra però no les següents, i amb algunes excepcions segons temes, arguments o fonts especials. Fest va alterar part del text de Flac i hi va inserir anotacions crítiques pròpies. Va modernitzar el llenguatge, ometent paraules en llatí que havien caigut en desús, i va documentar les seves modificacions a la seva obra Priscorum verborum cum exemplis, actualment perduda.
Malgrat ser un resum, Fest preserva bona part de l'obra original de Flac, incloent-hi etimologies i definicions, a més de la informació rica, religiosa, política i cultural per què es coneix el De Verborum Significatione original.
En un assaig sobre Flac del 1880, l'erudit clàssic Henry Nettleship va criticar l'obra de Fest com "un afer de tisores i cola, en què l'arrogància i la incompetència s'hi mesclen potser a parts iguals". Altres, com Alessandro Moscadi, suggereixen entendre'l com una obra d'una erudició diferent.